# Casa de Francisco Calderón de La Barca

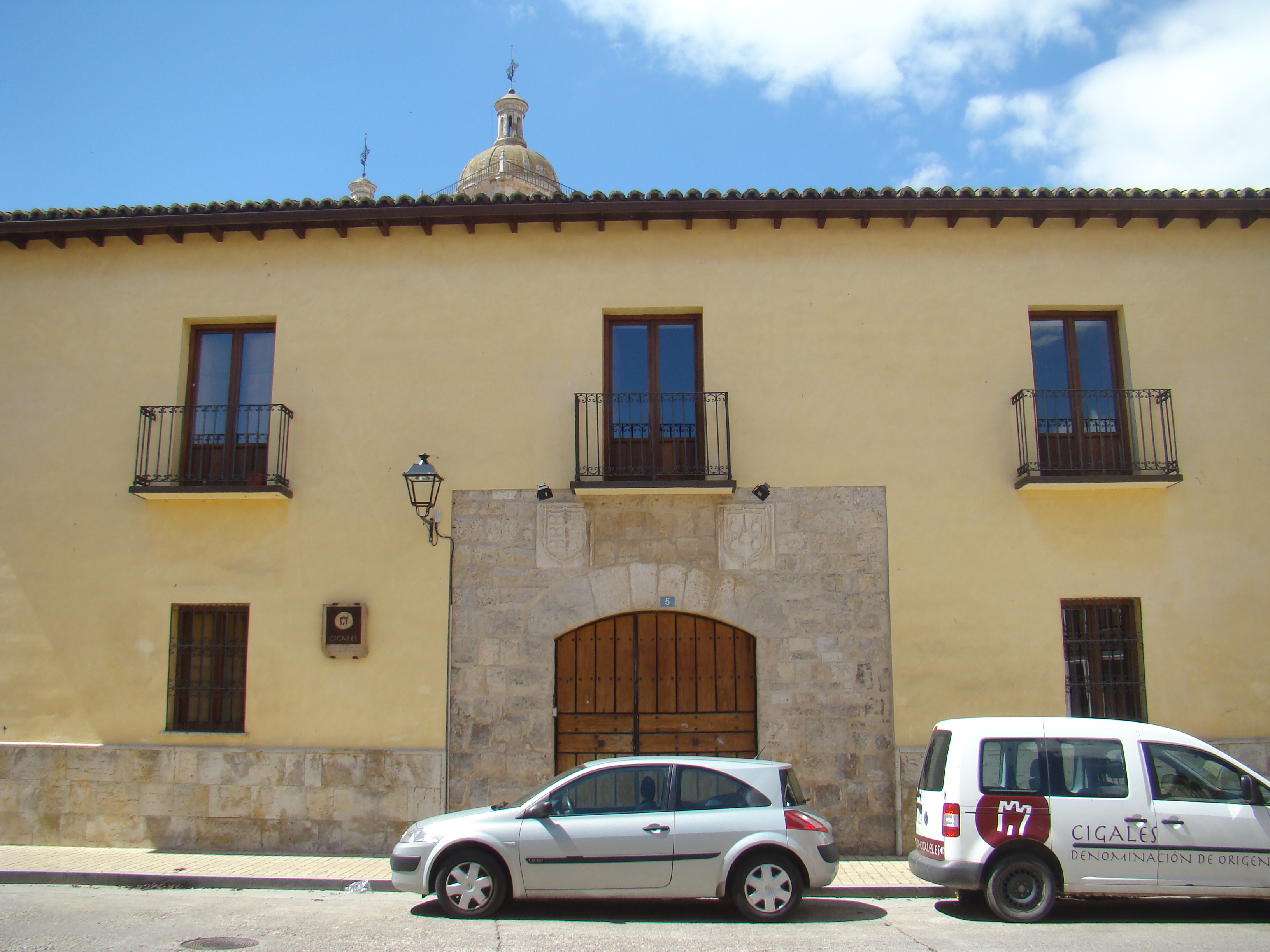
Fachada de la casa. Se aprecian los dos escudos a derecha e izquierda de la gran portada.

La Casa de Francisco Calderón de La Barca está situada en la Calle Corro Vaca nº 5 de Cigales, provincia de Valladolid (Castilla y León, España). Fue construida a principios del siglo XVI por voluntad de Francisco Calderón de La Barca Cerón, mayordomo de los Duques de Frías.

## Historia
Juan Sánchez Calderón fue el primer miembro de la familia que se afincó en Cigales a principios del siglo XIV. Su descendiente Francisco Calderón y su esposa Lucrecia Jufil —mayordomo y camarera de los duques de Frías— se instalaron en esta villa a finales del siglo XV, fundando mayorazgo. Obtuvieron además el patronazgo de una capilla de la iglesia de Santiago donde fueron enterrados en 1531.
Un descendiente de esta casa fue Manuel Tordesillas Calderón, que a mediados de siglo XVII quiso ingresar en la Orden de San Juan de Jerusalén, para lo que tuvo que demostrar su ascendencia noble. En el legajo de 1652 se cita a su abuelo Juan Calderón natural de Cigales, enterrado en la iglesia de Santiago de esta ciudad; se nombra «su casa con dos escudos uno de ellos de la familia Calderón». Estos datos eran siempre comprobados in situ y los testigos daban fe de ello ante notario.

## Descripción
Está construida sobre zócalo de piedra y alcanza dos pisos. La portada es de piedra caliza y tiene un arco escarzano con grandes dovelas. A derecha e izquierda están labrados los escudos de los Calderón y los Castro. Desde 1993, año en que fue restaurada, la casa sirve de sede para el Consejo Regulador de la Denominación de Origen de Cigales.

## Heráldica

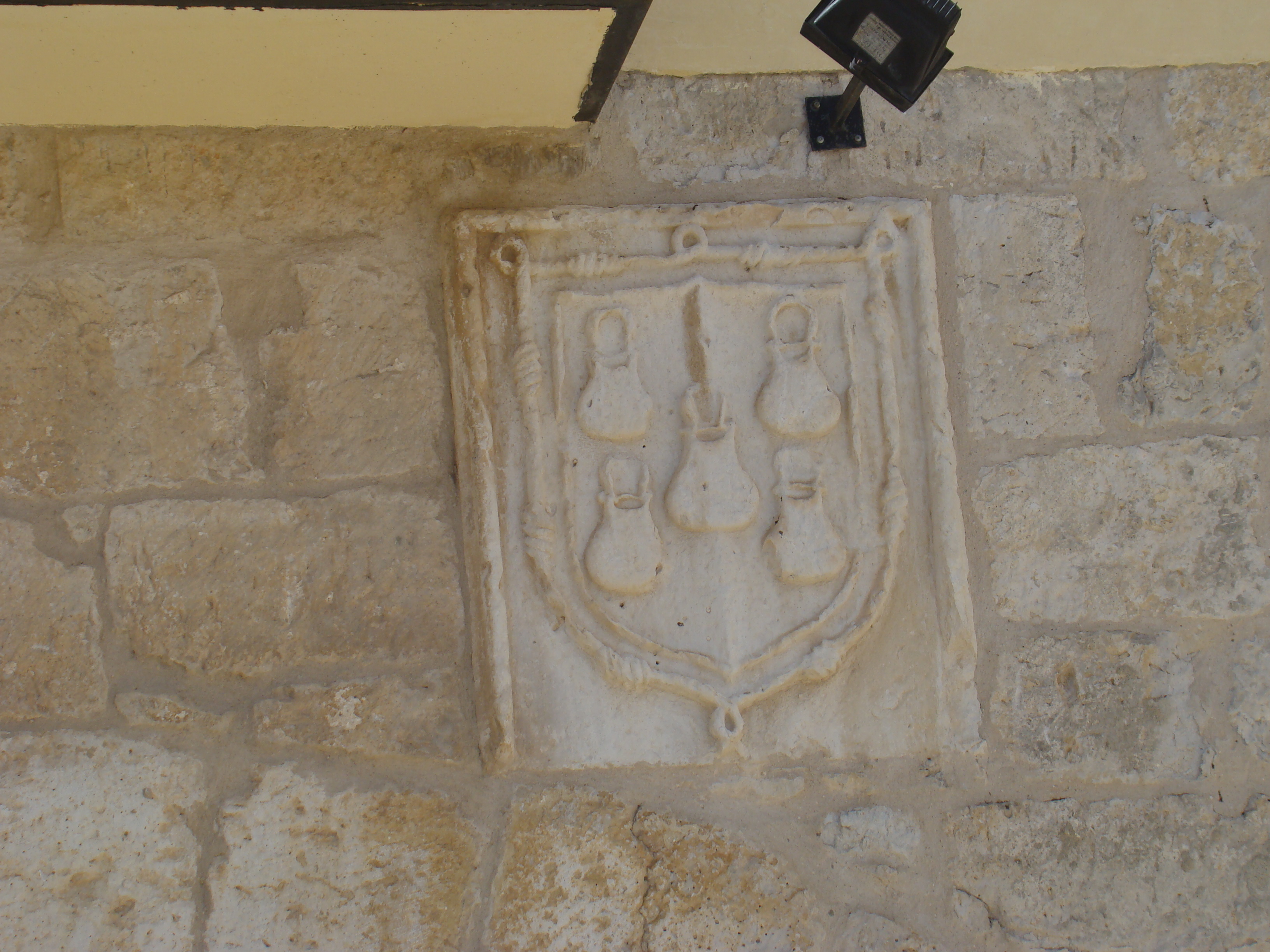
Escudo de los Calderón.

En la fachada hay dos escudos situados a derecha e izquierda de la puerta. El escudo de la derecha representa las armas primitivas de los Calderón, que en heráldica se describen así:

De plata, cinco calderos de sable colocados en sotuer. Bordura de gules con sotueres de oro. Sin timbre y rodeado por su exterior con un cordón franciscano.

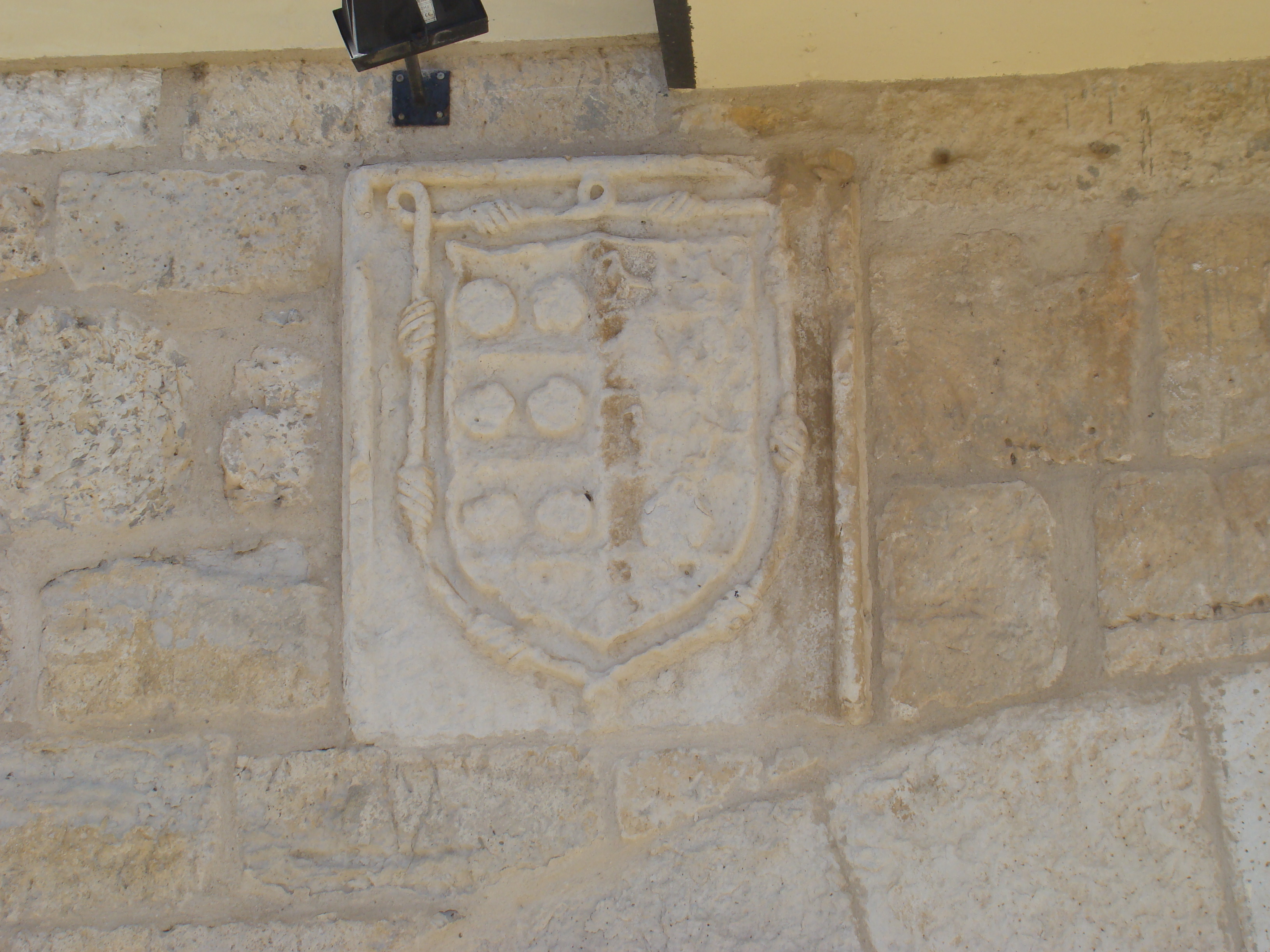
Escudo con las armas de los Castro.

El escudo de la izquierda muestra las armas de los Castro, que en heráldica se describen así:

Partido y en la primera partición, de plata, seis roeles de azur colocados en pal (palo) de dos en dos; en la segunda partición lleva dos pájaros en palo, dos veneras, dos pájaros, una venera y un pájaro. Debajo de ambas particiones hay una paloma. Sin timbre y rodeado por su exterior con un cordón franciscano.

Esta segunda parte del escudo es difícil de atribuir pues en ningún estudio sobre heráldica se muestran pájaros y veneras mezclados aunque sí individualmente.